# Archipiélago de las Comoras
Las islas Comoras son un archipiélago africano ubicado al sudeste del océano Índico compuesto por: Gran Comora, Anjouan, Mohéli y Mayotte; además, hay otros islotes menores como Pamanzi, Chissioua Mtsamboro, Chissioua Bandrélé, las islas Choazil, Chissioua Mbouzi, el Islote de Sable Blanc y el Banco de Géiser. Algunos consideran también a las islas Gloriosas como parte del archipiélago.
Administrativamente, tres de las cuatro islas principales pertenecen a la Unión de las Comoras, mientras que la isla restante, Mayotte, pertenece a la República Francesa, conformando un departamento de ultramar. La isla de Mayotte es reclamada por la Unión de las Comoras, país donde usualmente se la conoce también bajo el nombre de Mahoré.
Se trata de islas de origen volcánico formadas entre el final del período Terciario y el Cuaternario.
Su primer poblamiento data del siglo VIII, por pueblos bosquimanos.

## Geografía
Las Comoras están situadas en la parte norte del Canal de Mozambique, al oeste de la tanjona de Bobaomby (norte de Madagascar) y al este del norte de Mozambique. Estas cuatro islas volcánicas, que ocupan una superficie de 2236 km², son, de norte a sur
- Gran Comora (o N'gazidja en shikomori), Anjouan (o Ndzouani) y Mohéli (o Mwali), formando la Unión de las Comoras.
- Mayotte, departamento de ultramar de Francia. Mayotte se compone de dos islas principales, Grande-Terre (o Mahoré) y Petite-Terre (o Pamanzi), y de pequeñas islas deshabitadas, el islote Mtsamboro, el islote Mbouzy, el islote Bandrélé y el islote Sable Blanc. Dos atolones de coral que forman islotes están, según fuentes y épocas, unidos al archipiélago:
- El Banco Géiser, un arrecife de 8 por 5 km de ancho, sumergido en marea alta, situado a 130 km al noreste de Mayotte. Es reclamada por Madagascar y Francia;
- Las islas Gloriosas estaban adscritas administrativamente al archipiélago antes de 1975 y, desde el punto de vista geológico, forman parte del mismo.

Además, entre Madagascar y Mayotte se encuentra el Banco Leven, una antigua isla que ahora está sumergida.